# Малашевич, Евгений Сергеевич
Евгений Сергеевич Малашевич (бел. Яўген Сяргеевіч Малашэвіч; род. 10 декабря 2002, Минск) — белорусский футболист, полузащитник минского «Динамо».

## Клубная карьера

### «Минск»

#### Начало карьеры
Начинал заниматься футболом в академии РЦОР-БГУ. Первым тренером футболиста был Валерий Станиславович Апанас. В 22018 году футболист присоединился к столичному «Минску», где продолжил выступать на юношеском уровне. В 2020 году футболист стал выступать за дублирующий состав клуба. Также футболист стал подтягиваться к матчам с основной командой. Дебютировал за клуб футболист 26 июля 2020 года в матче против борисовского БАТЭ, выйдя на замену на 86 минуте. В июле 2021 года футболист был переведён в основную команду клуба. Своим первым результативным действием за клуб футболист отличился 25 сентября 2021 года в матче против «Слуцка», отдав голевую передачу. По итогу сезона футболист вместе с клубом завершил чемпионат на итоговом тринадцатом месте. На протяжении сезона футболист выступал за клуб в роли одного из основных игроков, отличившись своей единственной результативной передачей.

#### Аренды в «Волну» и «Гомель»
В начале 2022 года футболист начинал подготовку к новому сезону с основной командой «Минска». Первый матч в новом сезоне футболист сыграл 18 марта 2022 года против минского «Динамо», выйдя на замену на 78 минуте. В апреле 2022 года футболист на правах арендного соглашения присоединился к пинской «Волне», соглашение с которой было рассчитано до конца сезона. Дебютировал за клуб футболист 9 апреля 2022 года в матче против рокачёвского «Макслайна», выйдя на замену на 63 минуте. Дебютнымм забитымм голами за клуб футболист отличился 29 мая 2022 года в матче Кубка Беларуси против «Свислочи», оформив покер. На протяджении первой половины сезона футболист выступал за пинский клуб в роли одного из основных игроков, отличившись своими 4 забитыми голами. В июле 2022 года футболист был отозван из аренды. В июле 2022 года футболист на правах арендного соглашения присоединился к «Гомелю». В клубе футболист выступал в роли игрока замены, который по окончании сезон покинул.

#### Возвращение в «Минск»
В начале 2023 года футболист начал подготовку к новому сезону с основной командой «Минска». Первый матч в новом сезоне футболист сыграл 8 апреля 2023 года против борисовского БАТЭ, выйдя на замену на 65 минуте. Дебютным забитым голом за клуб футболист отличился 1 июля 2023 года в матче против жодинского «Торпедо-БелАЗ». За сезон футболист отличился забитым голом и 3 результативными передачами. Новый сезон футболист начинал с ответного четвертьфинального матча Кубка Беларуси против гродненского «Немана», выйдя на замену на 62 минуте. По итогу мая 2024 года футболист был признан лучшим игроком столичного клуба, за проведённый период чемпионата отличившись забитым голом и 2 результативными передачами. На протяжении сезона футболист выступал за клуб в роли одного из ключевых игроков, отличившись 5 забитыми голами и 5 результативными передачами. В начале декабря 2024 года сообщалось, что футболист близок к переходу в гродненский «Неман». По итогам сезона футболист был признан лучшим игроком «Минска» в 2024 году.

### «Динамо» Минск
В конце декабря 2024 года сообщалось, что минское «Динамо» заинтересовано в услугах футболиста. Официально футболист 22 января 2025 года присоединился к минскому клубу, подписав контракт до конца сезона. Дебютировал за клуб футболист 22 февраля 2025 года в матче за Суперкубок Беларуси, где в финале победили гродненский «Неман». Первый матч в чемпионате футболист сыграл 16 марта 2025 года против «Сморгони», выйдя на замену на 60 минуте. Первым результативным действием за клуб футболист отличился 27 апреля 2025 года в матче против «Минска», отдав голевую передачу. Дебютным забитым голом за клуб футболист отличился 17 мая 2025 года в матче против «Молодечно-2018».

## Международная карьера
В мае 2025 года футболист получил вызов в национальную сборную Беларуси. Однако в начале июля 2025 года футболист выбыл из распоряжения сборной из-за полученной травмы.

## Достижения
«Динамо» Минск
- Обладатель Суперкубка Беларуси: 2025

## Статистика выступлений

### Клубная статистика
| Выступление      | Выступление      | Выступление      | Лига | Лига | Кубки | Кубки | Конт. кубки | Конт. кубки | Итого | Итого |
| Клуб             | Лига             | Сезон            | Игры | Голы | Игры  | Голы  | Игры        | Голы        | Игры  | Голы  |
| ---------------- | ---------------- | ---------------- | ---- | ---- | ----- | ----- | ----------- | ----------- | ----- | ----- |
| Минск            | Высшая лига      | 2020             | 1    | 0    | 0     | 0     | 0           | 0           | 1     | 0     |
| Минск            | Высшая лига      | 2021             | 11   | 0    | 0     | 0     | 0           | 0           | 11    | 0     |
| Минск            | Высшая лига      | 2022             | 1    | 0    | 0     | 0     | 0           | 0           | 1     | 0     |
| Минск            | Итого            | Итого            | 13   | 0    | 0     | 0     | 0           | 0           | 13    | 0     |
| → Волна (Пинск)  | Первая лига      | 2022             | 8    | 0    | 2     | 4     | 0           | 0           | 10    | 4     |
| → Волна (Пинск)  | Итого            | Итого            | 8    | 0    | 2     | 4     | 0           | 0           | 10    | 4     |
| → Гомель         | Высшая лига      | 2022             | 0    | 0    | 0     | 0     | 0           | 0           | 0     | 0     |
| → Гомель         | Итого            | Итого            | 0    | 0    | 0     | 0     | 0           | 0           | 0     | 0     |
| Всего за карьеру | Всего за карьеру | Всего за карьеру | 21   | 0    | 2     | 4     | 0           | 0           | 23    | 4     |